# Filippinernas damlandslag i basket
Filippinernas damlandslag i basket (engelska: Philippines women's national basketball team representerar Filippinerna i basket på damsidan. 2007 blev hotelkedjan Discovery Suites huvudsponsor och 2008 övertog Haydee Ong tränarskapet. Laget blev sydöstasiatiska mästarinnor 2010.
Laget fick längre mindre uppmärksamhet än Filippinernas herrlandslag, och kallades då även de "fattiga systrarna".

### Fotnoter
1. ↑  Job. B. de Leon (11 april 2014). ”A league of their own: Discovery-Perlas and women's basketball in the Philippines” (på engelska). GMA News. http://www.gmanetwork.com/news/story/356464/sports/opinion/a-league-of-their-own-discovery-perlas-and-women-s-basketball-in-the-philippines. Läst 29 juni 2015.
2. ↑  Todor Krastev (19 mars 2010). ”Women Basketball 7th SEABA Championship 2010 Manila (PHI) 24-29.10- Winner Philippines” (på engelska). Sport Statistics. Arkiverad från originalet den 16 november 2016. https://web.archive.org/web/20161116191253/http://www.todor66.com/basketball/Asia/Women_SEABA_2010.html. Läst 29 juni 2015.
3. ↑  By Bill Velasco (3 mars 2008). ”No longer the poor sisters” (på engelska). Philippine Star. Arkiverad från originalet den 25 september 2015. https://web.archive.org/web/20150925043238/http://www.philstar.com/sports/48103/no-longer-poor-sisters. Läst 29 juni 2015.